# Parcs territoriaux du Nunavut

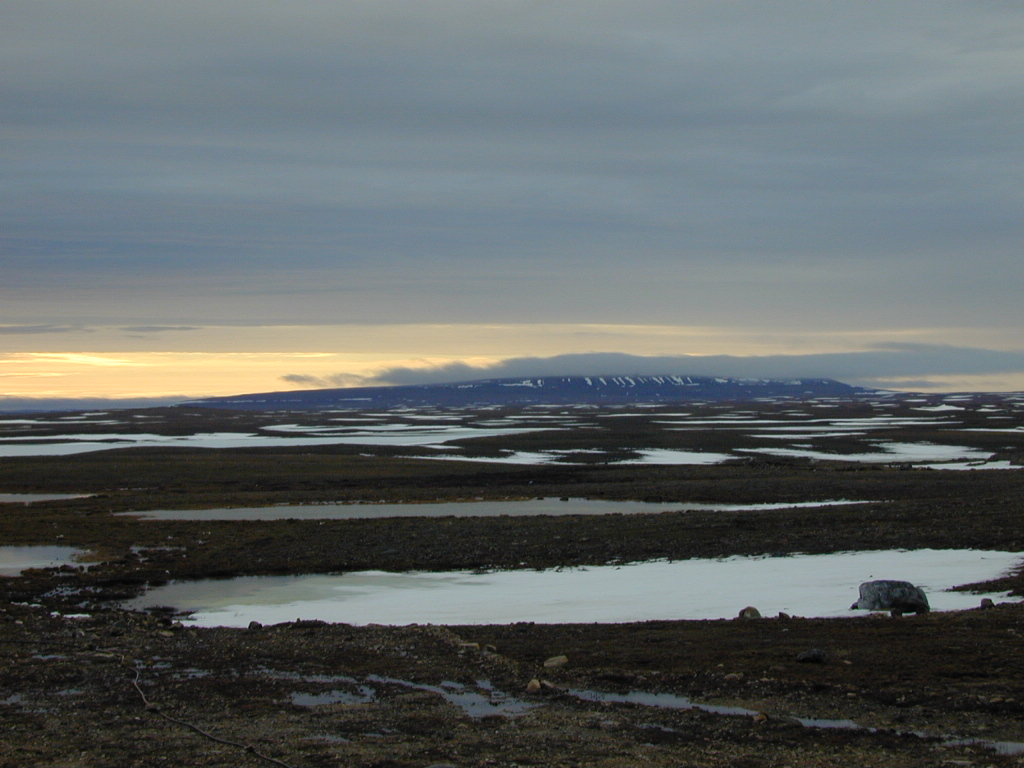
Parc territorial Ovayok

Le Nunavut est composé de 12 parcs territoriaux.
| Parc territorial      | Région      | Superficie km2 | Date de création |
| --------------------- | ----------- | -------------- | ---------------- |
| Inuujaarvik           | Kivalliq    | 0,01           |                  |
| Iqalugaarjuup Nunanga | Kivalliq    | 20,19          |                  |
| Katannilik            | Qikiqtaaluk | 1 420,76       |                  |
| Kekerten              | Qikiqtaaluk | 13,65          |                  |
| Kugluk/Bloody Falls   | Kitikmeot   | 8,62           |                  |
| Mallikjuaq            | Qikiqtaaluk | 18,27          |                  |
| Ovayok                | Kitikmeot   | 21,77          |                  |
| Pisuktinu Tunngavik   | Qikiqtaaluk | 0,05           |                  |
| Qaummaarviit          | Qikiqtaaluk | 0,10           |                  |
| Sylvia Grinnell       | Qikiqtaaluk | 29,50          |                  |
| Tamaarvik             | Qikiqtaaluk | 0,05           |                  |
| Taqaiqsirvik          | Qikiqtaaluk | 0,03           |                  |
| Tupirvik              | Qikiqtaaluk | 0,05           |                  |

## Autres lieux
- Sentier du Passage du Nord-Ouest